# Theatijnen

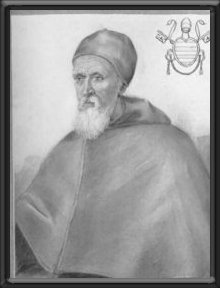
Carafa van Theatinum, de latere Paus Paulus IV

De Orde van de Theatijnen is een mannelijke katholieke priestercongregatie. De Latijnse benaming luidt Ordo Clericorum Regularium, afgekort CR. Hun naam danken de theatijnen aan de bisschopsstad Theatinum (tegenwoordig Chieti) van hun stichter Giovanni Pietro Carafa.
De orde werd in 1524 gesticht op initiatief van bisschop Carafa uit Theatinum (de latere paus Paulus IV) en de heilige Cajetanus van Thiene. Paus Clemens VII erkende de congregatie reeds na enkele weken. De theatijnen breidden zich snel uit en werden naast de jezuïeten een van de drijvende krachten achter de Contrareformatie.
Het hoofdkwartier van de theatijnen bevindt zich in Rome. De Romeinse hoofdkerk van deze congregatie is de Sant'Andrea della Valle. In 2002 telden ze 200 leden, onder wie 123 priesters, op 32 locaties.